# Tolitoli
Tolitoli este un oraș din Indonezia.

## Legături externe
- Site oficial Arhivat în 16 august 2016, la Wayback Machine.

1. ↑  Kab. Toli Toli, Indonesian Minister of Home Affairs Decree 100.1.1-6117 Of 2022[*], p. 2947
2. ↑  Indonesian Minister of Home Affairs Decree Number 050-145 of 2022